# Allactoneura argentosquamosa
Allactoneura argentosquamosa är en tvåvingeart som först beskrevs av Günther Enderlein 1910.  Allactoneura argentosquamosa ingår i släktet Allactoneura och familjen svampmyggor. Inga underarter finns listade i Catalogue of Life.